# Capote
A Capote (eredeti cím: Capote) (ejtsd: [kApO´tE], kepótí) 2005-ben bemutatott, Oscar-díjas, amerikai életrajzi film, mely Truman Capote íróról szól Philip Seymour Hoffman alakításában. Hoffman ezért a szerepért elnyerte a legjobb színész Oscar-díját. A film Capote Hidegvérrel című világhírű dokumentarista regényének születését mutatja be. A filmet Winnipegben forgatták 2004 őszén, és 2005 szeptemberében mutatták be, Truman Capote születésnapján.
2006. március 16-án a film amerikai jegyárbevétele elérte a 27 millió dollárt.

## Történet
Egy évvel azután, hogy megjelent nagy sikerű regénye – az Álom luxuskivitelben – a homoszexuális író Truman Capote otthonában egy borzalmas eseményről olvas a The New York Times 1959. november 16-i számában: meggyilkolták egy jómódú farmercsalád négy tagját a kansasi Holcombban. Az író érdeklődését felkelti az eset – az áldozatokat megkötözték, szájukat betömték, mielőtt lelőtték volna őket, az apa torkát pedig elvágták – és azonnal meglátja benne egy komoly újságcikk lehetőségét, amely a bűntény közösségre gyakorolt hatását taglalná. William Shawntól, a The New Yorker legendás szerkesztőjétől megbízást kap a riport elkészítésére, és útnak indul Kansasba gyerekkori barátjával, Nelle Harper Lee-vel.
Capote és Nelle összebarátkozik a rendőrnyomozóval és családjával. Megkapnak minden hozzáférhető információt a gyilkossággal kapcsolatban. Megismerkednek a szomszédokkal. Elbeszélgetnek a gimnazista lánnyal, aki felfedezte a holttesteket, és az egyik áldozat barátnője volt. Időközben elfogják a két gyilkost. Capote engedélyt kap arra is, hogy meginterjúvolhassa őket is. Az egyik gyilkossal különös barátságba kerül. Szimpatizál a tehetetlen fiúval, mert látja benne a saját sorsát is. Őt is kiközösítették gyermekkorában a nőies hangja miatt, ahogy Perry sem tudott beilleszkedni a közösségébe. Magában és Perryben is a társadalmi kirekesztettség áldozatait látja meg. Szerez számukra ügyvédet, amivel eléri, hogy a fellebbezés során elutasítja a bíróság az elsőfokú határozatot, miszerint a két gyilkost halálra kell ítélni. Az újságcikk tervét egy könyv ötlete váltja fel, és még nem sejti, hogy öt és fél évet fog kitölteni életében.
Capote-nak egyre több jegyzet áll már a rendelkezésére. Számtalan memót készít, de a könyvet még el sem kezdi. Egy sort sem írt még le egy évvel az adatgyűjtés után sem. Kiadója egyre türelmetlenebb. valamint barátja is egyre sürgeti hazatérését. Az eset után két évvel hosszabb időre Spanyolországba utazik kedvesével, Jackkel. Itt tudja meg a hírt, hogy Nelle könyvét kiadták. Visszatér Kansasba és újra felveszi a kapcsolatot a vádlottakkal. Perry, az egyik gyilkos már különös függőséget érez Capote iránt, amigójának hívja és rendkívül ragaszkodik hozzá. Benne látja a szabadulásának esélyeit. Rendszeresen érdeklődik a készülő könyv iránt, de Truman kitérő válaszokat ad. A könyv címét sem hajlandó elárulni. Capote a fiúkért önző indokkal küzd, nem készült még el a könyve és Perry még nem volt hajlandó elmesélni a gyilkosság éjszakájának történetét. Truman könyvéhez elengedhetetlen fontosságú információ ez az esemény.
Az évek során Capote lelki és testi egészsége teljesen rámegy a kutatásra. Egyre jobban magába roskad és depressziós lesz. Perry egy alkalommal megvallja neki a gyilkosság történetét. Azt hitték, hogy 10 ezer dollár van a családnál. Nem akarták őket megölni, megkötözték az áldozatokat és hosszas kutakodás után rájöttek, hogy tévedtek és semmi pénz nincs a házban. Hogy ne hagyjanak tanúkat, kivégezték a családot és 40 dollár zsákmánnyal menekültek el. Truman már minden információ birtokában van, így eltávolodik a vádlottaktól. Ismét hosszabb ideig nem látogatja meg őket. A bíróság elutasítja a keresetet, és halálra ítéli őket. Capote sem szerez már új ügyvédet a számukra. A halálbüntetés éjszakáján azonban mégis megjelenik az akasztás előtt 10 perccel.
Az eredmény, a Hidegvérrel, új irodalmi műfajt teremt: a tényregényt (Capote kifejezésével a "the non-fiction novel"-t), Capote-t pedig az Egyesült Államok egyik leghíresebb írójává teszi.

## Szereplők
- Philip Seymour Hoffman – Truman Capote (magyar hangja Anger Zsolt)
- Catherine Keener – Nelle Harper Lee (Ráckevei Anna)
- Clifton Collins Jr. – Perry Smith (Dolmány Attila)
- Chris Cooper – Alvin Dewey
- Bruce Greenwood – Jack Dunphy
- Bob Balaban – William Shawn (Verebély Iván)
- Amy Ryan – Marie Dewey
- Mark Pellegrino – Richard Hickock
- Allie Mickelson – Laura Kinney
- Marshall Bell – Warden Marshall Krutch
- Araby Lockhart – Dorothy Sanderson
- Robert Huculak – New York Reporter
- R.D. Reid – Roy Church
- Rob McLaughlin – Harold Nye
- Harry Nelken – Walter Sanderson Seriff

## Díjak és jelölések
- Oscar-díj (2006)
  - díj: legjobb színész – Philip Seymour Hoffman
  - jelölés: legjobb rendező – Bennett Miller
  - jelölés: legjobb film – Caroline Baron, William Vince és Michael Ohoven
  - jelölés: legjobb női mellékszereplő – Catherine Keener
  - jelölés: legjobb adaptált forgatókönyv – Dan Futterman
- Golden Globe-díj (2006)
  - díj: legjobb drámai színész – Philip Seymour Hoffman
- Satellite Awards (2005)
  - díj: legjobb drámai színész – Philip Seymour Hoffman
- Screen Actors Guild Awards (2005)
  - díj: legjobb színész – Philip Seymour Hoffman
  - jelölés: legjobb női mellékszereplő – Catherine Keener
  - jelölés: legjobb szereplőgárda
- BAFTA-díj (2005)
  - díj: legjobb férfi főszereplő – Philip Seymour Hoffman
  - jelölés: legjobb film – Caroline Baron, William Vince és Michael Ohoven
  - jelölés: legjobb női mellékszereplő – Catherine Keener
  - jelölés: legjobb adaptált forgatókönyv – Dan Futterman
  - jelölés: David Lean-díj a legjobb rendező – Bennett Miller
- Berlini Nemzetközi Filmfesztivál (2006)
  - jelölés: Arany Medve – Bennett Miller
- Broadcast Film Critics Association (2006)
  - díj: legjobb színész – Philip Seymour Hoffman
  - jelölés: legjobb film
  - jelölés: legjobb női mellékszereplő – Catherine Keener
  - jelölés: legjobb forgatókönyv – Dan Futterman
- Boston Society of Film Critics:
  - díj: legjobb színész – Philip Seymour Hoffman
  - díj: legjobb forgatókönyv – Dan Futterman
  - díj: legjobb mellékszereplő színésznő – Catherine Keener
- Chicago Film Critics Association (2006)
  - díj: legjobb színész – Philip Seymour Hoffman
  - díj: Most Promising Filmmaker – Bennett Miller
  - jelölés: legjobb forgatókönyv – Dan Futterman
  - jelölés: legjobb női mellékszereplő – Catherine Keener
- Dallas-Fort Worth Film Critics Association (2005)
  - díj: legjobb színész – Philip Seymour Hoffman
  - díj: legjobb női mellékszereplő – Catherine Keener
- Independent Spirit Awards (2006)
  - díj: legjobb színész – Philip Seymour Hoffman
  - díj: legjobb forgatókönyv – Dan Futterman
  - jelölés: legjobb film – Caroline Baron, William Vince és Michael Ohoven
  - jelölés: Produceri díj – Caroline Baron
  - jelölés: legjobb operatőr – Adam Kimmel
- Kansas City Film Critics Circle (2006)
  - díj: legjobb színész – Philip Seymour Hoffman
- Los Angeles Film Critics Association (2005)
  - díj: legjobb színész – Philip Seymour Hoffman
  - díj: legjobb forgatókönyv – Dan Futterman
  - díj: legjobb női mellékszereplő – Catherine Keener
- National Board of Review (2005)
  - díj: legjobb színész – Philip Seymour Hoffman
- New York-i Filmkritikusok Egyesülete (2005)
  - díj: legjobb első film – Bennett Miller
- Online Film Critics Society (2006)
  - díj: legjobb színész – Philip Seymour Hoffman
  - jelölés: legjobb női mellékszereplő – Catherine Keener
  - jelölés: Best Breakthrough Filmmaker – Bennett Miller
  - jelölés: legjobb forgatókönyv – Dan Futterman
- Southeastern Film Critics Association (2005)
  - díj: legjobb színész – Philip Seymour Hoffman
- Toronto Film Critics Association (2005)
  - díj: legjobb első film – Bennett Miller
  - díj: legjobb férfi előadás – Philip Seymour Hoffman
  - díj: legjobb női mellékszereplő – Catherine Keener
- Directors Guild of America (2006)
  - jelölés: legjobb rendező – Bennett Miller
- Producers Guild of America (2006)
  - jelölés: legjobb film
- Writers Guild of America Awards (2006)
  - jelölés: legjobb adaptált forgatókönyv – Dan Futterman